# Paquife
Paquifes  ou lambrequins  são figuras de mantos, capas, ou apenas correias, folhagens e plumagens, desenhadas acima e ao derredor do elmo e que se espalha pelo escudo.
Estas folhagens do paquife, tradicionalmente, deveriam ser das mesmas cores e metais de que é composto e ornado o escudo.
Por seu turno, o manto ou capa do lambrequim podia surgir intacto ou retalhado, também para simbolizar feridas sofridas em combate.

## Disquisição
Pese embora, modernamente, os dois termos, «paquife» e «lambrequim», possam ser usados indistintamente como sinónimos, historicamente, reconhecia-se um certo grau de distinção entre os dois.

### Paquife
Até ao final do séc. XVIII, ainda se reconhecia o paquife, amiúde aludido no plural (paquifes), como o ornamento de plumas ou folhagens que saiam do elmo, num escudo heráldico.

### Lambrequim
Até ao final do séc. XVIII, ainda se reconhecia o «lambrequim» como a capa ou manto que ataviavam os escudos heráldicos.

## História
Historicamente, segundo autores como António de Vilas Boas, cria-se que a representação dos paquifes provinha de Cária, província da Ásia menor, onde havia o costume de, nas condecorações de actos militares, se trazerem plumagens, para assinalar os autores de façanhas.
O lambrequim, por seu turno, provindo de tradição francesa, tratava-se de um pano, tipicamente de linho, que cobria o elmo e protegia o cavaleiro do sol, da chuva e da própria poeira. Surgiu o costume de representação deste pano, ora inteiro, ora esfarrapado, para representar talhadas de espada, simbolizando feridas sofridas em conflitos de batalha.